# Barikaite
La barikaite (simbolo IMA: Bka) è un minerale del gruppo della sartorite appartenente alla famiglia dei "solfuri e solfosali" con la composizione chimica Ag3Pb10(Sb8As11)S40.

## Etimologia e storia
Il minerale prende semplicemente il nome dalla sua località tipo, il deposito minerario di "Barika" nel Shahrestān di Sardasht (Azerbaigian Occidentale, in Iran).

## Classificazione
La barikaite è stata riconosciuta dall'Associazione Mineralogica Internazionale (IMA) come specie minerale dipendente nel 2012, quindi non compare nella nona edizione della sistematica dei minerali di Strunz, che è stata aggiornata dall'IMA fino al 2009.
La barikaite viene elencata nell'edizione successiva, proseguita dal database "mindat.org" e chiamata Classificazione Strunz-mindat dove si trova nella classe "2. Solfuri e solfosali (solfuri, seleniuri, tellururi; arseniuri, antimoniuri, bismuturi; solfoarseniuri, solfoantimonuri, solfobismuturi, ecc.)" e nella sottoclasse "2.H Solfosali di archetipo SnS"; questa viene a sua volta suddivisa in base alla presenza di alcuni metalli nel composto, in modo da trovare la barikaite nella sezione "2.HB Con Cu, Ag, Fe, Sn e Pb" dove insieme a carducciite, sardashtite, interliveingite e reckibachite forma il sistema nº 2.HB in attesa dell'assegnazione di un gruppo.
Nella Sistematica dei lapis (Lapis-Systematik) di Stefan Weiß, la barikaite è elencata nella sezione dei "solfuri e solfosali (solfuri, seleniuri, tellururi; arseniuri, antimoniuri, bismuturi)" e nella sottosezione dei "solfosali (S : As,Sb,Bi = x)"; qui può essere trovata nella sezione dei "solfosali di piombo con As/Sb (x= 2,3 - 1,8)" dove forma il sistema nº II/E.25 insieme a polloneite, marumoite, rathite, carducciite, argentoliveingite, incomsartorite, endecasartorite, decatriasartorite, sartorite, hyršlite, enneasartorite, eptasartorite, guettardite e twinnite.

## Abito cristallino
La barikaite cristallizza nel sistema monoclino nel gruppo spaziale P21/n (gruppo nº 14) con i parametri reticolari a = 8,5325(7) Å, b = 8,0749(7) Å, c = 24,828(2) Å e β = 99,077(6)°, oltre a 1 unità di formula per cella unitaria.

## Origine e giacitura
La barikaite è stata trovata nelle venature idrotermali di quarzo-barite che attraversano un deposito di solfuro massiccio vulcanogenico metamorfizzato contenente mineralizzazione di solfosali ricchi di argento-arsenico-antimonio-piombo; qui è stata trovata in paragenesi con guettardite, quarzo e barite.
La barikaite è un minerale molto raro ed è stata trovata solo nella sua località tipo, il deposito minerario iraniano di "Barika" (36.19167°N 45.65°E) nel Shahrestān di Sardasht (Azerbaigian Occidentale).

## Forma in cui si presenta in natura
La barikaite forma grani allungati di dimensioni inferiori a 1 mm; la lucentezza è metallica e il colore è grigio nero, così come è grigio scuro il colore del suo striscio.